# Réserve marine de l'Île de Tabarca
Le  Réserve marine de l'Île de Tabarca est une aire marine protégée créée dans la Communauté valencienne en 1994. L'île de Tabarca fait partie de la ville Alicante, dans la Province de Castellón,.
Cette zone maritime constitue zones humides d'importance internationale de Natura 2000 définies par la Convention de Ramsar pour le développement des cycles biologiques de nombreuses espèces qui l'utilisent tant dans leurs migrations que dans leur nidification ou hivernage.

## Description

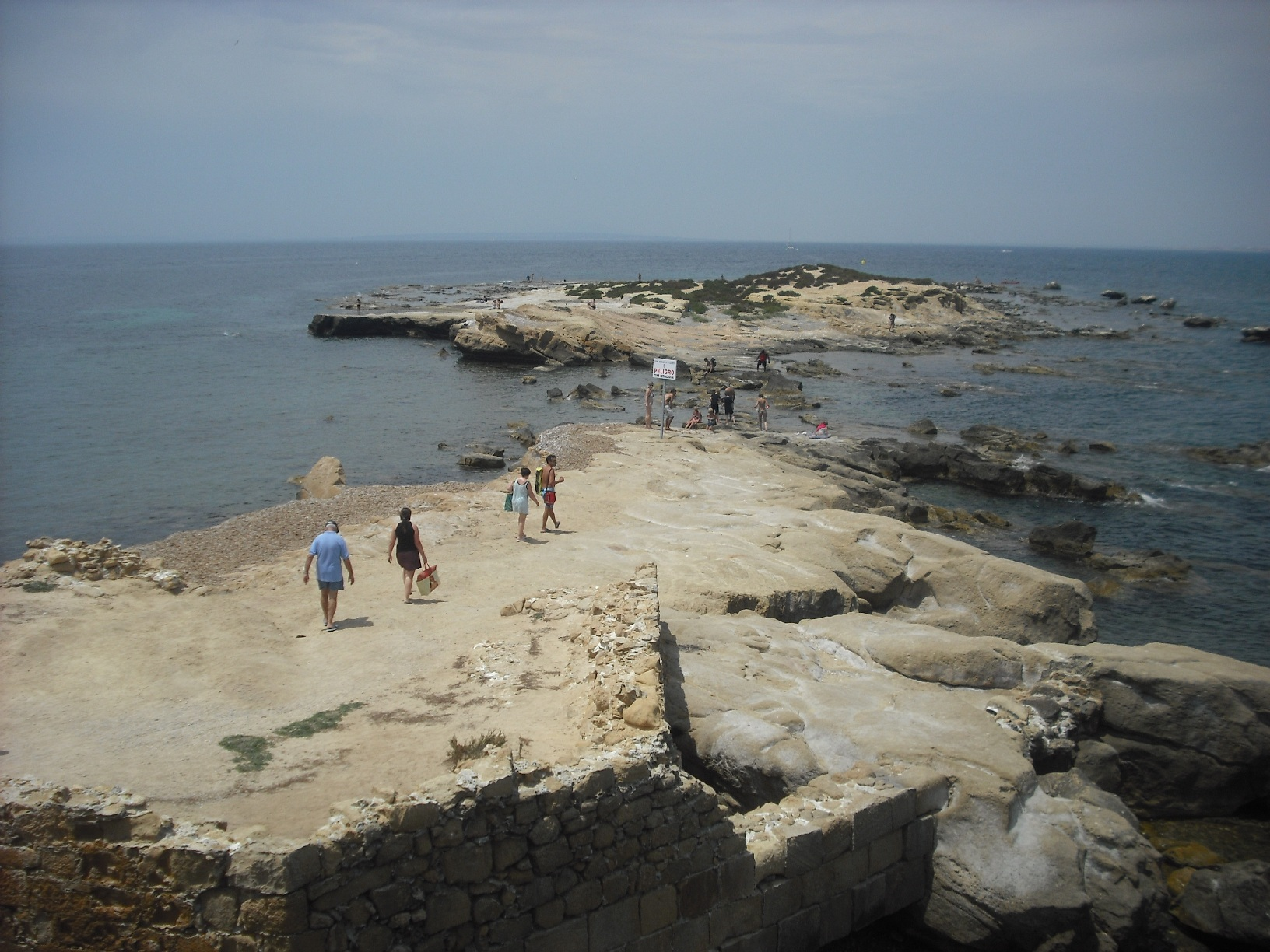
La Cantera.

La zone maritime protégée de l'île de Tabarca couvrent une superficie de 1 380 hectares (dont moins de 45 ha de terre). L'archipel comprend quatre îles ou îlots : Tabarca (41,9 ha), La Cantera (1,77 ha), La Galera (0,49 ha) et La Nau (0,48 ha). La Nao et la Galera sont de petits affleurements, non modifiés par l'action humaine et sans présence d'espèces introduites. La zone représente le lieu unique de nidification des oiseaux marins. Elle a été déclarée parc naturel par la Généralité valencienne le 9 janvier 1995.

## Flore marine
Dans ses zones de substrat sableux, se distingue la présence d'herbiers de Posidonie de Méditerranée, qui en plus de produire une grande quantité d'oxygène et d'être la base de la chaîne alimentaire, est capable de stabiliser les sols sableux, évitant ainsi l'érosion. De plus, il existe également des formations d'autres plantes du genre Posidoniaceae et Cymodocea .
Diverses espèces d'algues adaptées à la profondeur vivent dans les zones de substrat rocheux, les plus superficielles étant les algues vertes et les plus profondes les algues rouges.

## Faune

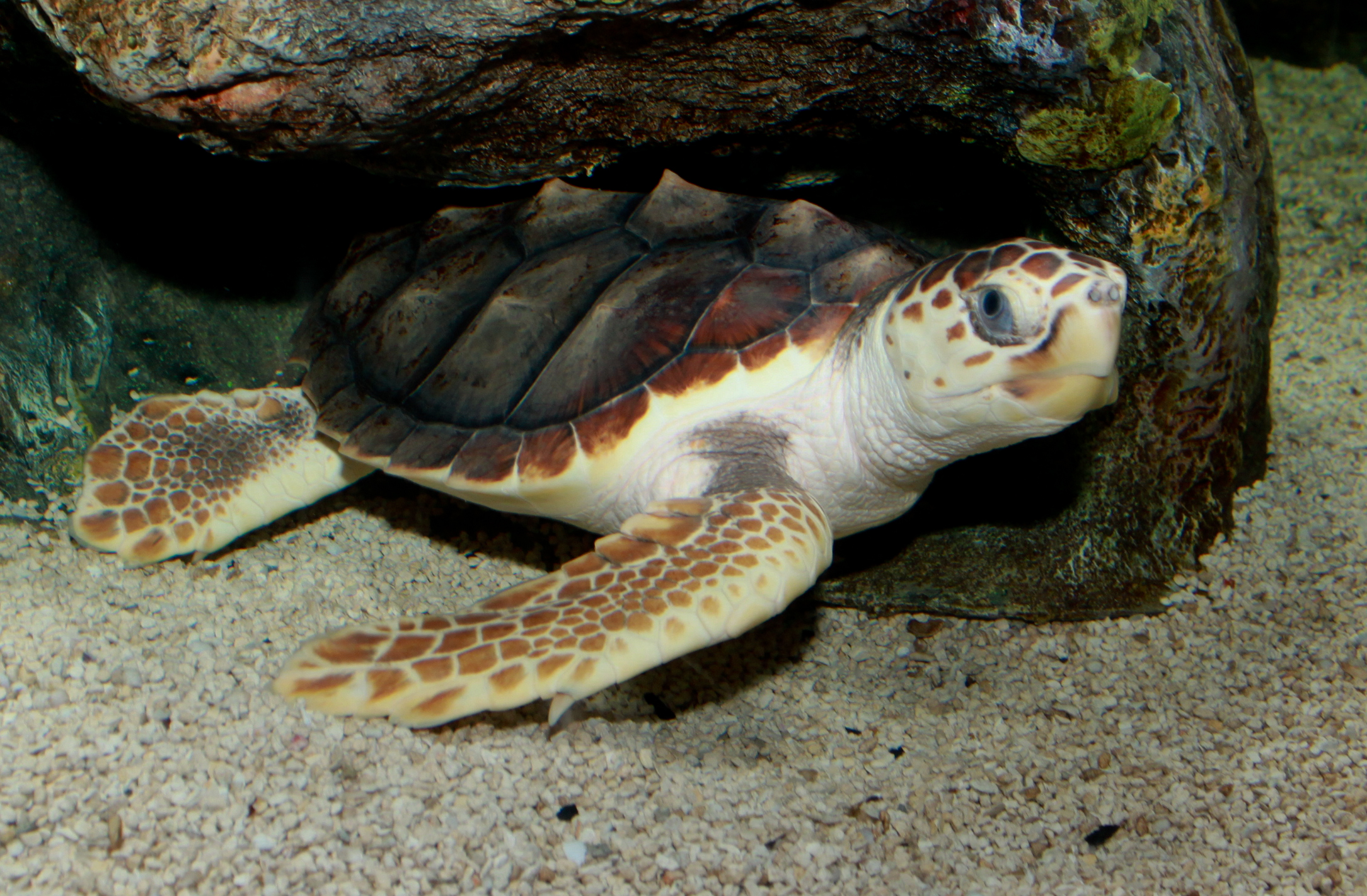
La tortue caouanne.

Il existe une grande variété de poissons dans la réserve, mettant en valeur le mérou, le cernier commun, le denté commun, la dorade royale, le pagre commun, la saupe ou l'oblade.
Parmi les invertébrés, se distinguent la langouste, divers mollusques vermétidés, la grande nacre, les gorgones, les oursins, les étoiles de mer et les éponges. Il est également possible de trouver des spécimens de tortue caouanne.

## Galerie

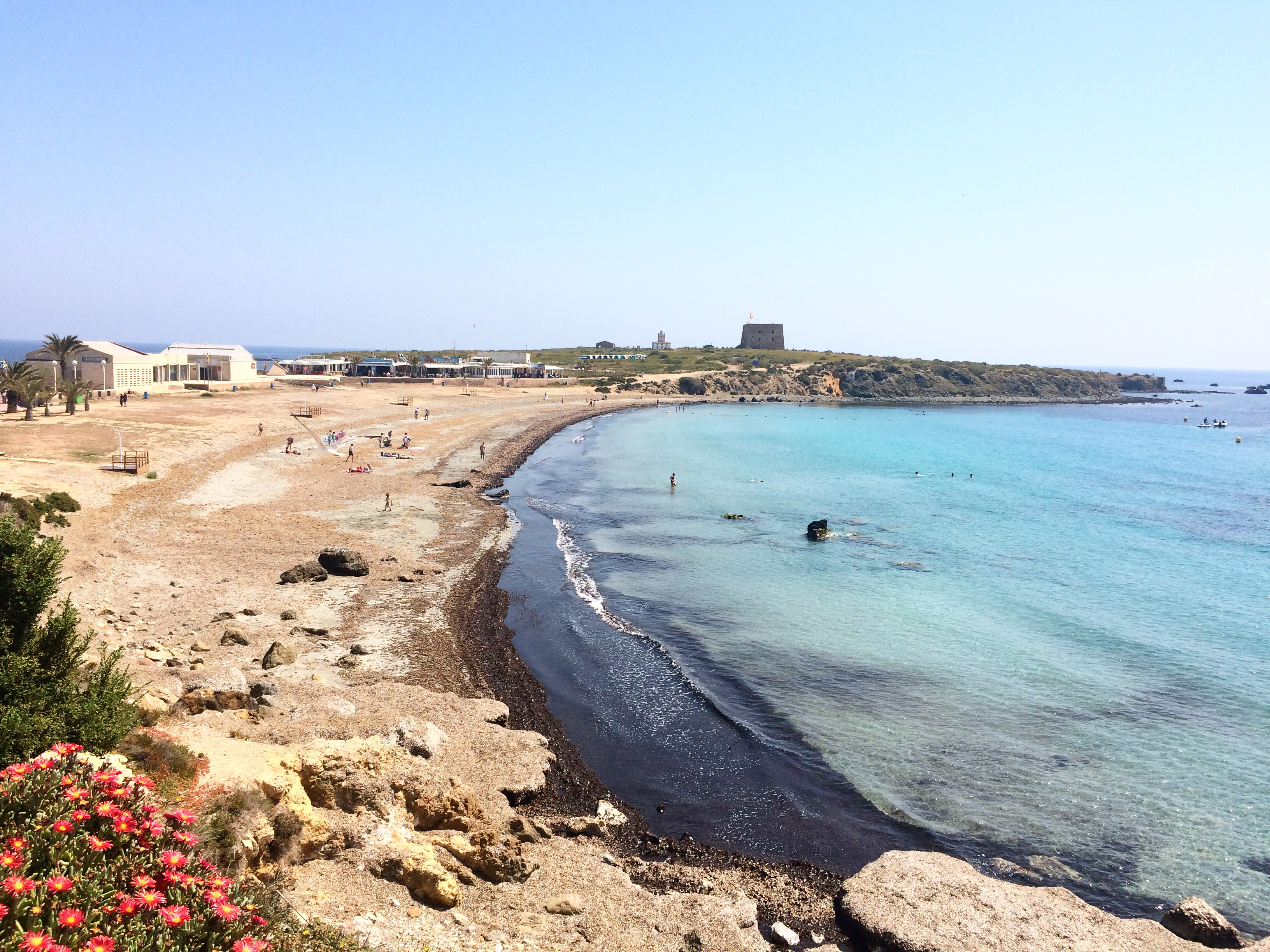
Plage de Tabarca
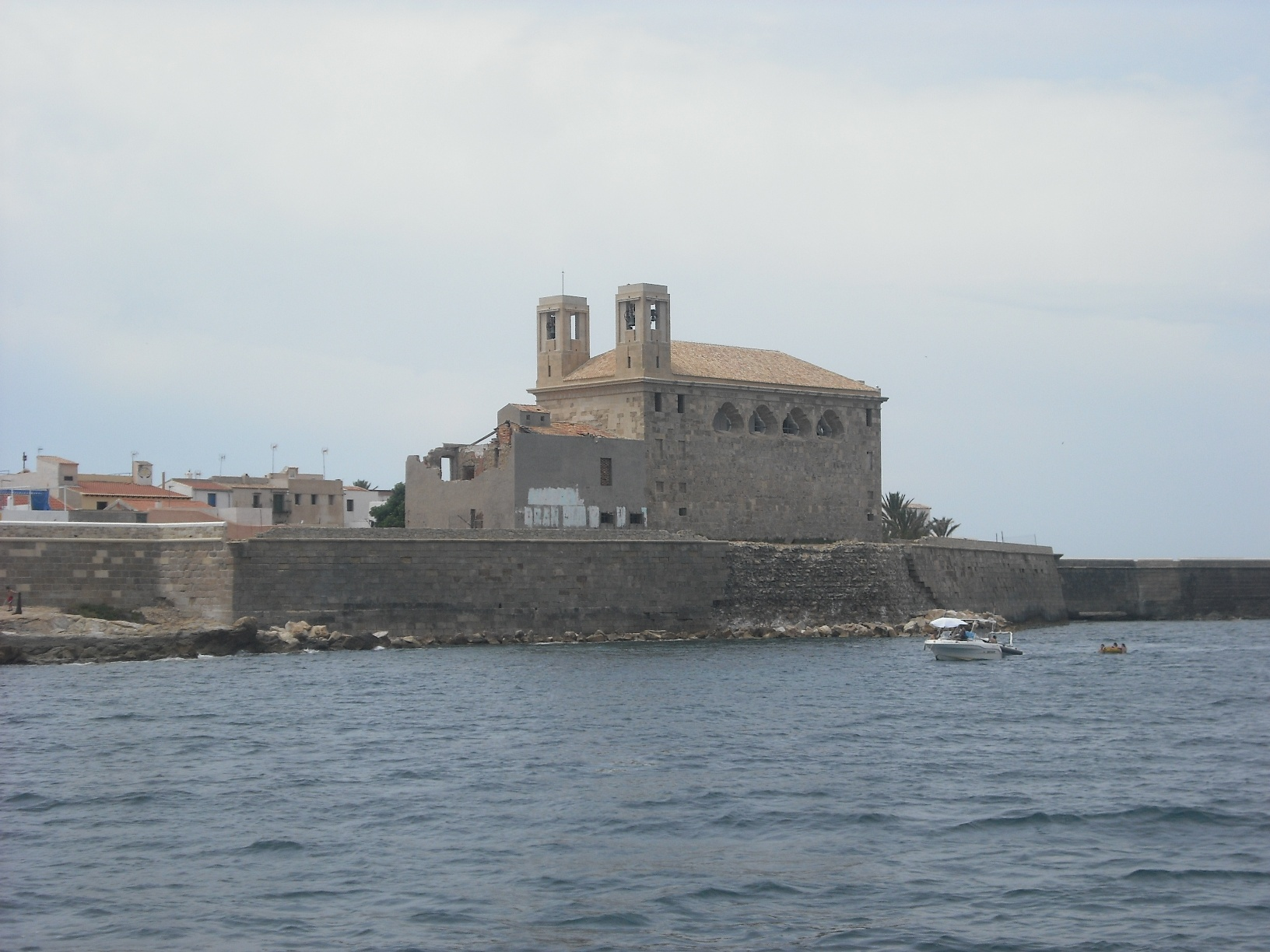
Église de Tabarca.